# Pelophylax demarchii
Pelophylax demarchii är en groddjursart som först beskrevs av Giuseppe Scortecci 1929.  Pelophylax demarchii ingår i släktet Pelophylax och familjen egentliga grodor. IUCN kategoriserar arten globalt som otillräckligt studerad. Inga underarter finns listade i Catalogue of Life.